# جوزيف إم. ماكلولين
جوزيف إم. ماكلولين (بالإنجليزية: Joseph M. McLaughlin)‏ هو قاضي ومحامي أمريكي، ولد في 20 مارس 1933 في بروكلين في الولايات المتحدة، وتوفي في 8 أغسطس 2013 في كوينز في الولايات المتحدة.